# Sorbitol
Sorbitol (IUPAC-navn: Heksan-1,2,3,4,5,6-heksol)  er et sukkeralkohol  som findes naturligt i mange frugter og bær, f.eks. æbler, pærer, ferskner og svesker. Det kan fremstilles ved reduktion af glukose og laves ofte af majssirup.
Sorbitol blev opdaget i 1872 i rønnebær, hvis latinske navn (Sorbus aucuparia) stoffet er opkaldt efter.
Det bruges som sødemiddel (E-nummer E420) i bl.a. slik. Sorbitols sødme er 60 % af sødmen i almindelig sukker (sukrose). Sorbitol bruges også som konsistensmiddel (fortykningsmiddel) i fødevarer og kosmetik og kan også bruges som afføringsmiddel. 20 g sorbitol, svarende til indholdet i 10 store sukkerfri bolsjer, kan give diarre. Sorbitol er muligvis også en medvirkende årsag til sveskers afførende virkning.
Personer med ubehandlet cøliaki kan ofte have sorbitolmalabsorption på grund af skader på tarmen. Sorbitolmalabsorption er en mulig årsag hvis personer med cøliaki som er på en glutenfri diæt, fortsat har symptomer.